# Conscious (Guy Sebastian)
Conscious è l'ottavo album in studio del cantautore australiano Guy Sebastian, pubblicato nel 2017.

## Tracce
1. High On Me – 3:17
2. Bloodstone – 3:24
3. Set in Stone – 3:41
4. Vesuvius – 4:17
5. Sober – 3:58
6. Drink Driving – 3:44
7. Chasing Lights – 3:30
8. Keep Me Coming Back – 3:12
9. Something – 3:08
10. Stay in Bed – 3:35
11. Exclusive – 3:56
12. Reprise – 4:33